# Tautoneura arachisi
Tautoneura arachisi är en insektsart som först beskrevs av Matsumura 1916.  Tautoneura arachisi ingår i släktet Tautoneura och familjen dvärgstritar. Inga underarter finns listade i Catalogue of Life.